# Кляйн, Мартин
Ма́ртин Кляйн (чеш. Martin Klein; 2 июля 1984, Брно) — чешский футболист, защитник. Двукратный чемпион Чехии (2001, 2003).
Один из самых молодых игроков, забивших гол в Лиге чемпионов (в 17 лет и 241 день).

## Биография
Свой первый профессиональный контракт подписал в 16 лет с пражской «Спартой». Впоследствии играл за чешский «Теплице», турецкий «Коньяспор» и венгерский «Ференцварош». С 2013 года — игрок казахстанского «Кайсара».

## Достижения
«Спарта» (Прага)
- Чемпион Чехии (1): 2000/01